# 490 (numero)
Quattrocentonovanta (490) è il numero naturale dopo il 489 e prima del 491.

## Proprietà matematiche
- È un numero pari.
- È un numero composto con 12 divisori: 1, 2, 5, 7, 10, 14, 35, 49, 70, 98, 245, 490. Poiché la somma dei suoi divisori (escluso il numero stesso) è 536 > 490, è un numero abbondante.
- È un numero noncototiente.
- È un numero 25-gonale.
- È un numero felice.
- È un numero colombiano nel sistema numerico decimale.
- È parte delle terne pitagoriche (168, 490, 518), (294, 392, 490), (490, 1176, 1274), (490, 1680, 1750), (490, 2376, 2426), (490, 8568, 8582), (490, 12000, 12010), (490, 60024, 60026).

## Astronomia
- 490 Veritas è un asteroide della fascia principale del sistema solare.
- NGC 490 è una galassia spirale della costellazione dei Pesci.

## Astronautica
- Cosmos 490 è un satellite artificiale russo.